# バンク・ストリート
バンク・ストリート(Bank Street, Bradford and Clayton athletic ground)は、イングランド、マンチェスターにあった多目的スタジアム。現役時はマンチェスター・ユナイテッドFCの前身クラブ、ニュートン・ヒースFCとマンチェスター・ユナイテッド創成期のホームスタジアムであった。収容人数は50,000人。